# Full-Reuenthal
Full-Reuenthal (toponimo tedesco) è un comune svizzero di 875 abitanti del Canton Argovia, nel distretto di Zurzach.

## Storia
Il comune di Full-Reuenthal è stato istituito nel 1832 per scorporo da quello di Oberleibstadt; nel 1902 la località di Jüppen, fino ad allora frazione di Leuggern, è stata assegnata a Full-Reuenthal.

## Monumenti e luoghi d'interesse

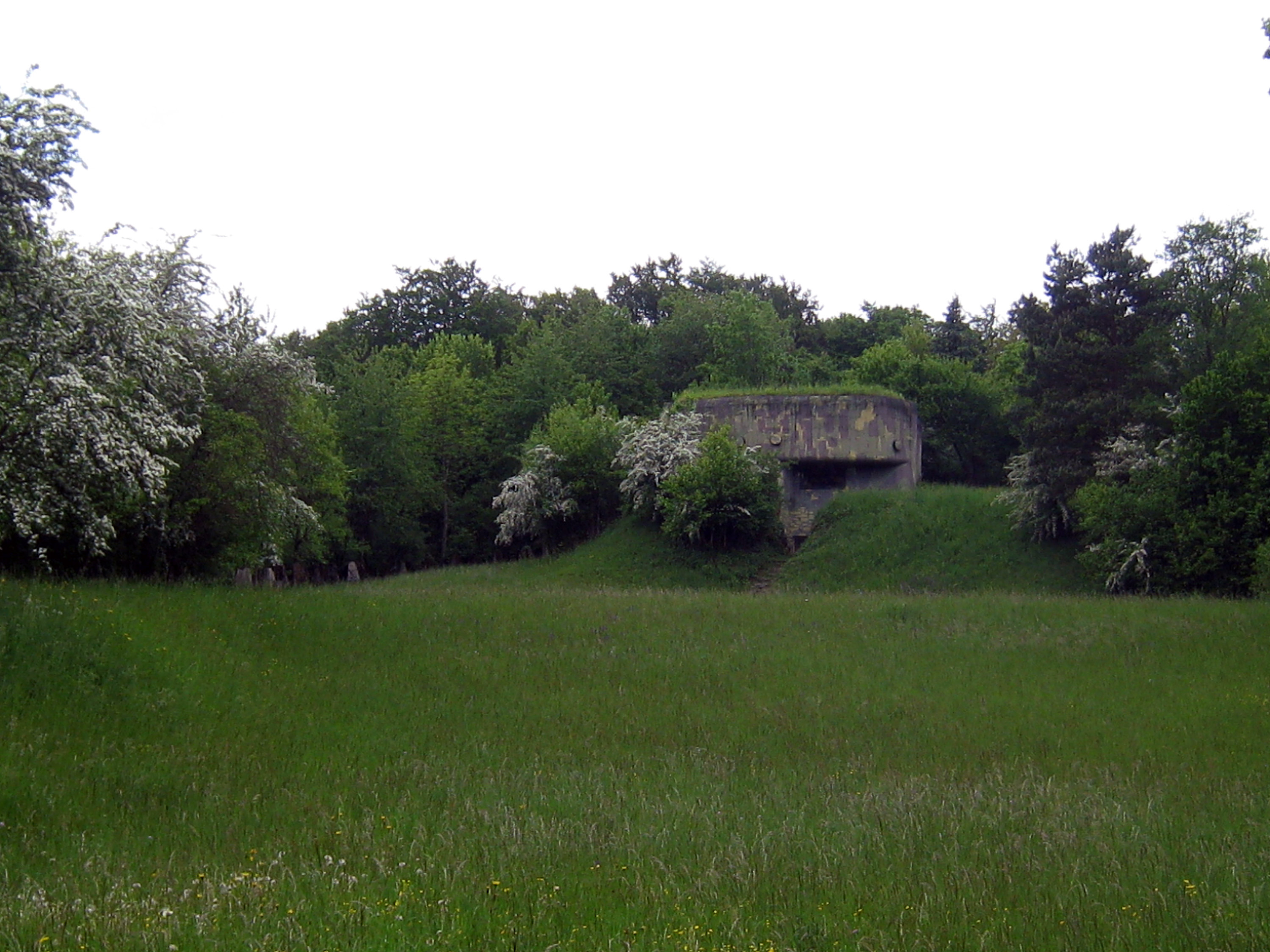
Il forte Reuenthal

- Cappella cattolica di Unterdorf, eretta nel 1794[1];
- Cappella cattolica di Reuenthal, eretta nel 1895[1];
- Forte Reuenthal, fortezza dell'Esercito svizzero eretta nel 1937-1939[1].

## Società

### Evoluzione demografica
L'evoluzione demografica è riportata nella seguente tabella:
Abitanti censiti

## Geografia antropica

### Frazioni
- Full
  - Fahrhäuser
  - Jüppen
  - Unterdorf
- Reuenthal

## Amministrazione
Ogni famiglia originaria del luogo fa parte del cosiddetto comune patriziale e ha la responsabilità della manutenzione di ogni bene ricadente all'interno dei confini del comune.